# Fran Tratnik
Fran Tratnik, slovenski slikar, * 11. junij 1881, Potok, Nazarje; † 10. april 1957, Ljubljana.
Tratnik je med letoma 1901 in 1911 študiral slikarstvo na akademijah v Pragi, na Dunaju in v Münchnu. Krajši čas je bival na Goriškem. Diplomiral je na praški akademiji leta 1917. Velja za prvega slovenskega ekspresionista, ki je v svojem prvem obdobju v risbah prikazoval revščino in socialne krivice.

## Nagrade
- Prešernova nagrada (1952) - za umetniško delovanje, pokazano na retrospektivni razstavi v letu 1951